# Oxyura vittata
Oxyura vittata là một loài chim trong họ Vịt, thuộc về chi vịt đuôi cứng Oxyura Nam Mỹ., chúng được ghi nhận là loài chim có cơ quan sinh dục đực lớn nhất.

## Phát hiện
Rudolph Amandus Philippi là người kiến nghị gọi tên loài vittata dựa trên đặc điểm phân biệt với họ hàng gần của nó là Erismatura ferruginea (Oxyura ferruginea) xuất phát từ tiếng latinh vendada nghĩa là băng bó, ám chỉ dải lông màu xám trắng mỏng manh kéo dài theo chiều ngang từ một nửa chiều cao của đỉnh phía trên, ngay dưới mắt, về phía sau gáy.

## Phân bố
Oxyura vittata là loài chim di cư bộ phận, sở thích sống các vùng nước chứa nhiều thực vật. Loài này khá phổ biến, sống rải rác Argentina, Brasil, Chile, Paraguay, Uruguay và có mặt cả ở Nam Cực và Quần đảo Falkland.

## Mô tả
Oxyura vittata có chiều dài (mỏ-đít) 36-46 cm; con mái nặng 510-700 gam, con trống nặng 600-850 gam. Con trống có đặc điểm khác biệt với loài Oxyura ferruginea bởi kích thước nhỏ hơn và đầu phẳng hơn.
Oxyura vittata được Sách Kỷ lục Guinness ghi nhận là loài chim có cơ quan sinh dục đực lớn nhất từ cá thể thu được từ Córdoba, Argentina với chiều dài đo được 42,5 xentimét (16,7 in). Kỷ lục này còn được xác lập là dương vật dài nhất của mọi động vật có xương sống khi so sánh với chiều dài cơ thể. Ở trạng thái thông thường, dương vật này thường được cuộn lại và có tổng chiều dài từ một nửa đến toàn bộ chiều dài cơ thể, có đầu mềm và phần đốc gai góc.
Dương vật của Oxyura vittata trống cuốn theo hình xoắn ốc (ảnh); con mái có âm đạo cũng có cấu tạo hình xoắn ốc nhưng theo chiều ngược lại. Là một trong số hiếm loài chim có cơ quan giao phối đực rõ ràng, con trống Oxyura vittata thường cố gắng giao phối nhưng do hình dạng giao phối phức tạp khiến con mái thường nắm quyền kiểm soát; hầu hết các cuộc quan hệ cưỡng bức đều không thụ tinh thành công.

## Tập tính
Sống trong môi trường các hồ nước ngọt, Oxyura vittata chủ yếu ăn các động vật không xương sống nhỏ, hạt và các bộ phận khác của thực vật. Mùa sinh sản của Oxyura vittata ở Argentina dao động từ tháng 11 đến tháng 1. Con trống thường tạo ra tiếng ồn và tiếng xào xạc cơ học để lôi cuốn.